# Georg Maier (Politiker, 1967)

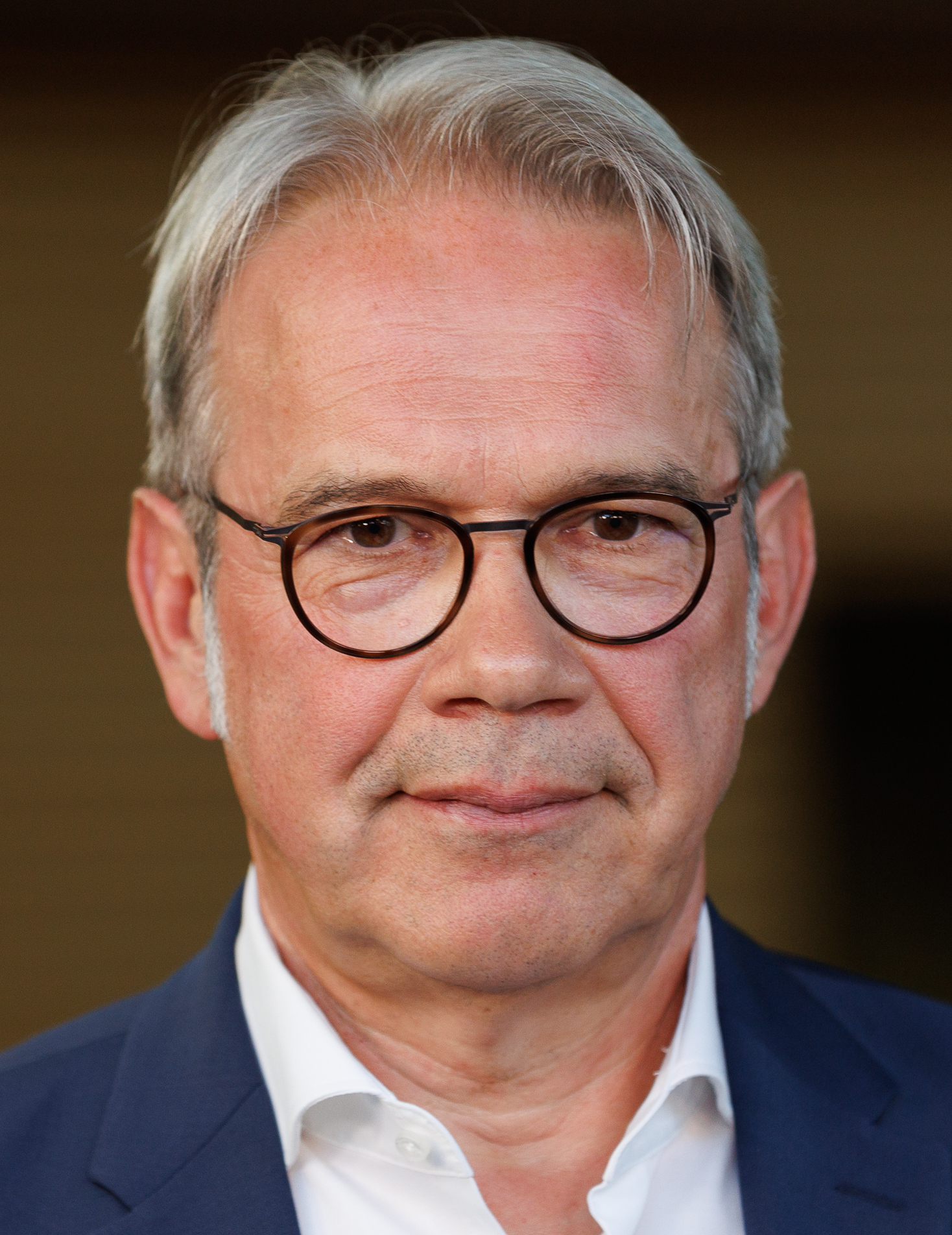
Georg Maier (2024)

Georg Maier (* 25. April 1967 in Singen, Landkreis Konstanz, Baden-Württemberg) ist ein deutscher Politiker (SPD). Er ist seit dem Jahr 2017 mit kurzer Unterbrechung Innenminister des Freistaats Thüringen und war von 2021 bis 2024 stellvertretender Ministerpräsident Thüringens. Zudem ist er seit 2020 Landesvorsitzender der SPD Thüringen.

## Leben
Nach dem Abitur in Singen und Grundwehrdienst studierte er in den Jahren 1988 bis 1994 Betriebswirtschaftslehre an den Universitäten in Mannheim und St. Gallen. Als Diplom-Kaufmann begann Maier seine berufliche Laufbahn 1995 in Erfurt bei der Bundesanstalt für vereinigungsbedingte Sonderaufgaben (BvS). 1996 wechselte er zur KfW Bankengruppe nach Frankfurt am Main, wo er bis 2015 in verschiedenen Positionen tätig war, u. a. als Leiter des Vorstandsstabes. Zuletzt leitete er die Gründungs- und Mittelstandsfinanzierung in Bonn. Nachdem er zuvor in Frankfurt am Main lebte, wohnt Maier seit 2018 in der thüringischen Kleinstadt Friedrichroda, wo er auch Mitglied des Stadtrates war. Er ist katholisch und hat drei Kinder aus erster Ehe. Mit seiner zweiten Ehefrau Antonia Sturm ist er seit 2017 liiert. Das Paar bekam 2020 eine Tochter und heiratete 2022.

## Politik

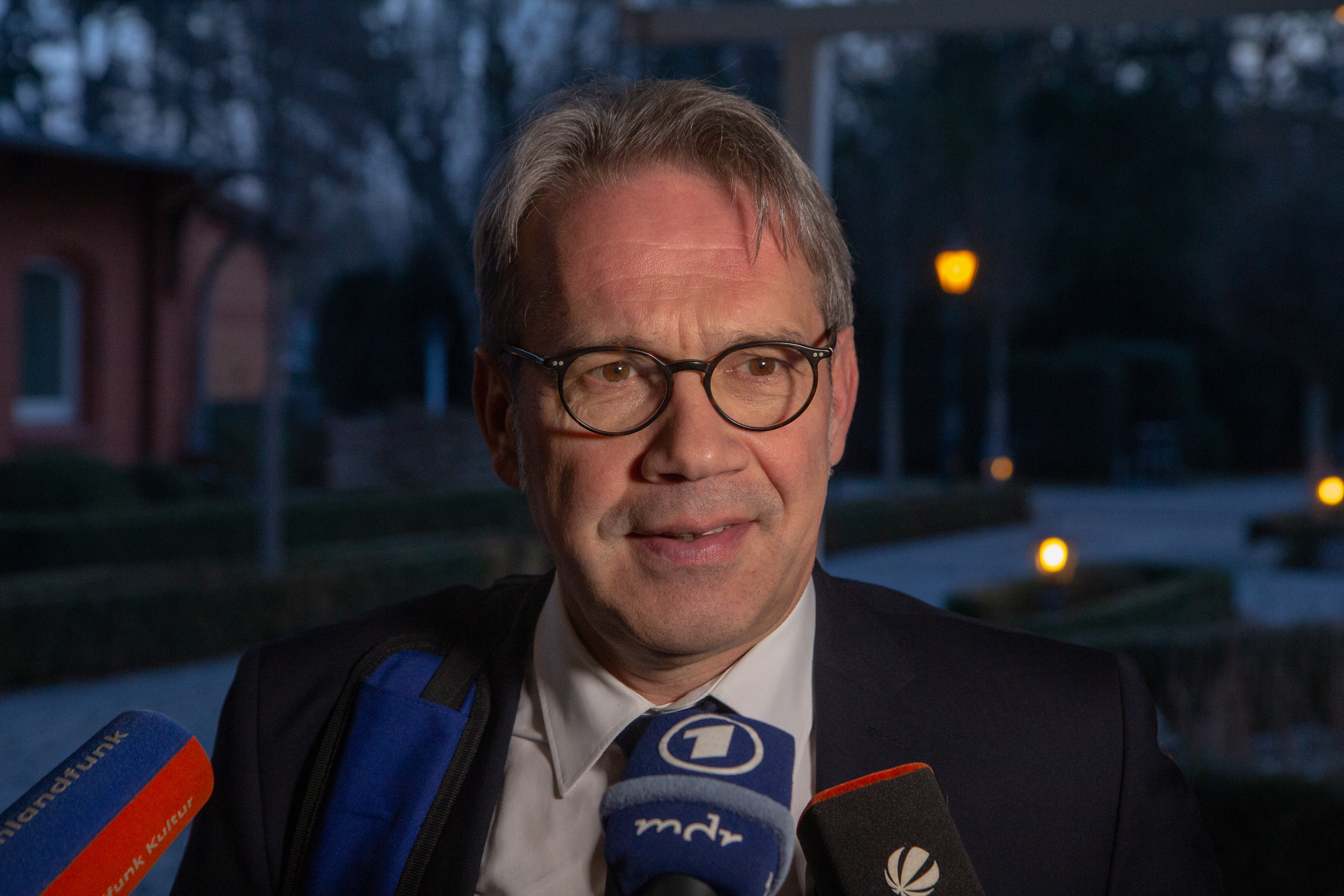
Georg Maier zu Beginn der 209. Innenministerkonferenz Ende November 2018 in Magdeburg

Georg Maier ist seit dem Jahr 2009 Mitglied der SPD. Im Bundestagswahlkampf 2013 war er Teil des fünfköpfigen Strategieteams des SPD-Kanzlerkandidaten Peer Steinbrück beim SPD-Parteivorstand. Seine Zuständigkeit im Strategieteam lag auf den Themen Mittelstand, Energie, Infrastruktur und Digitalisierung. Nach dem Bundestagswahlkampf wurde er vom Landesvorsitzenden der hessischen SPD Thorsten Schäfer-Gümbel in den Beirat Wirtschaft und Finanzen sowie die Denkwerkstatt Digitalisierung und Gesellschaft berufen. Zudem ist er Mitglied im Managerkreis der Friedrich-Ebert-Stiftung und Sprecher des Finanzforums der SPD in Frankfurt.
Am 30. Juni 2015 wurde Maier Staatssekretär im Thüringer Ministerium für Wirtschaft, Wissenschaft und digitale Gesellschaft und war dort zuständig für die Bereiche Wirtschaftspolitik, Wirtschaftsförderung, Tourismus und digitale Gesellschaft. Seit November 2016 gehört er als Beisitzer dem Landesvorstand der SPD Thüringen an.
Im November 2018 wurde er auf dem Landesparteitag in Arnstadt zum Landesschatzmeister gewählt.
Am 30. August 2017 wurde der bisherige Staatssekretär von Ministerpräsident Bodo Ramelow als Nachfolger des entlassenen Holger Poppenhäger zum Innenminister von Thüringen im Kabinett Ramelow I ernannt.
Am 26. Mai 2019 wurde er in den Stadtrat von Friedrichroda und den Kreistag des Landkreises Gotha gewählt. Das Stadtratsmandat hat er mittlerweile niedergelegt.
Ab der Thüringer Landtagswahl am 28. Oktober 2019 war Maier Mitglied des Thüringer Landtages. Nach der Wahl Thomas Kemmerichs zum Ministerpräsidenten wurde er am 5. Februar 2020 zunächst als Innenminister entlassen, kehrte aber nach der letztlich erfolgten Wiederwahl Bodo Ramelows am 4. März 2020 im Kabinett Ramelow II ins Amt zurück. Aus diesem Grund legte er zum 30. Juni 2020 sein Landtagsmandat nieder, ihm folgte Denny Möller nach.
Am 26. September 2020 wurde Maier auf dem Landesparteitag in Bad Blankenburg mit 82,7 Prozent der Stimmen zum Landesvorsitzenden der Thüringer SPD gewählt.
Am 31. August 2021 wurde Maier als Nachfolger von Wolfgang Tiefensee zum stellvertretenden Ministerpräsidenten Thüringens ernannt. Von Dezember 2021 bis Juni 2025 war er Mitglied des SPD-Parteivorstands.
Maier war Spitzenkandidat der SPD Thüringen für die Landtagswahl 2024 und war Direktkandidat seiner Partei im Wahlkreis Gotha I. Die SPD erzielte bei der Wahl mit 6,1 Prozent ihr schlechtestes Ergebnis, Maier verfehlte das Direktmandat in seinem Wahlkreis mit 12,2 Prozent deutlich und zog über die Landesliste ins Parlament ein. Er wurde am 16. November mit 67 Prozent der Stimmen als Landesvorsitzender bestätigt. Am 13. Dezember 2024 wurde Maier, der das Innenministerium seit der Konstituierung des 8. Landtags am 26. bzw. 28. September nur noch geschäftsführend geleitet hatte, zum Minister für Inneres, Kommunales und Landesentwicklung sowie zum zweiten Stellvertreter des Ministerpräsidenten im Kabinett Voigt ernannt. Ende Februar 2025 legte er angesichts seiner erneuten Ernennung zum Minister erneut sein Landtagsmandat nieder. Für ihn rückte Dorothea Marx nach.

## Ehrungen
- Deutsche Feuerwehr-Ehrenmedaille (2024)[23]